# Evacuació de Dunkerque
|  | Aquest article tracta sobre detalls sobre la major evacuació de tropes Aliades des de Dunkerque. Si cerqueu la pel·lícula de 2017, vegeu «Dunkirk (pel·lícula)». |

|  | Aquest article tracta sobre detalls sobre la major evacuació de tropes Aliades des de Dunkerque. Si cerqueu la batalla de la Segona Guerra Mundial en 1940, vegeu «Batalla de Dunkerque». |

L'Evacuació de Dunkerque, amb nom clau Operació Dinamo va ser l'evacuació dels soldats aliats de les platges i el port de Dunkerque, França, entre el 26 de maig i el 4 de juny de 1940, quan britànics, francesos i canadencs van ser aïllats durant la batalla de Dunkerque durant la Segona Guerra Mundial. En un discurs a la Cambra dels Comuns (Lluitarem a les platges), Winston Churchill l'anomenà la major derrota militar en segles, avisant que l'arrel sencera, el centre i el cervell de l'Exèrcit Britànic quedà desemparat a Dunkerque. Aplaudí el seu posterior rescat com un miracle.
El primer dia, només s'evacuaren 7.010 homes, però pel novè dia, un total de 338.226 soldats (198.229 britànics i 139.997 francesos) van ser rescatats per una flota de 850 vaixells reunits a correcuita. Molts dels soldats van poder embarcar directament a les instal·lacions portuàries en 42 destructors britànics i d'altres vaixells majors, mentre que molts van haver d'embarcar des de les platges, esperant llargues hores per fer-ho. D'altres van ser transportats per vaixells de baix calat des de les platges fins als grans vaixells, i milers van tornar a Anglaterra mitjançant els vaixells petits de Dunkerque, una flotilla de 700 mercants, naus de pesca, iots i dels salvavides (el vaixell més petit era la barca de pesca Tamzine, de només 15 peus d'eslora, avui a l'Imperial War Museum), les tripulacions civils dels quals van anar a servir per a l'emergència. El miracle dels vaixells petits ha restat com un fet remarcable en la memòria popular britànica.
L'Operació Dinamo prengué el seu nom de la cambra de dinamos del quarter general naval del castell de Dover, que guardava la dinamo que proveïa d'electricitat a l'edifici durant la guerra. Va ser en aquesta cambra on el vicealmirall britànic Bertram Ramsay planejà l'operació i informà a Churchill del seu desenvolupament.

## Evacuació

Soldats britànics sent evacuats de les platges de Dunkerque. Molts van estar-se amb l'aigua fins al pit durant hores, esperant a ser embarcats

Donada la censura de temps de guerra, així com la intenció de mantenir alta la moral de la nació, la plena extensió de la l'operació no va ser publicada. No obstant això, la greu situació de les tropes portà al Rei Jordi VI a demanar una setmana de pregàries sense precedents. Per tot el país, la gent resà el 26 de maig per a un final feliç. L'Arquebisbe de Canterbury encapçalà les pregàries pels nostres soldats en un greu perill a França. Per les esglésies i sinagogues de tot el país aquell dia s'oferiren pregàries similars, confirmant la sospita de la població sobre la situació desesperada de les tropes.
Els plans inicials eren per recuperar uns 45.000 homes del Cos Expedicionari Britànic en dos dies, que era el que s'esperava de què disposarien abans que les tropes alemanyes poguessin blocar més evacuacions. Durant aquest període només s'evacuaren 25.001 homes, dels quals 7.001 van ser el primer dia. El 26 maig s'afegiren 10 destructors més des de primera hora del matí, però tot i que no podien apropar-se massa a la platja, encara aconseguiren rescatar alguns milers més.
El 29 de maig s'aconseguiren rescatar 47.000 britànics, tot i tenir lloc el primer gran atac aeri de la Luftwaffe al vespre. L'endemà, s'embarcaren 54.000 homes més, incloent als primers soldats francesos. El 31 de maig s'evacuaren a 68.000 homes, entre els quals hi havia el comandant del CEB, Lord Gort. L'1 de juny s'evacuaren 64.000 soldats aliats, abans que l'increment dels atacs aeris impedís prosseguir amb les evacuacions en hores diürnes. Uns 26.000 francesos van ser evacuats la nit abans que finalitzés l'operació.
Al darrere van quedar 2 divisions franceses per protegir l'evacuació. Encara que van aconseguir aturar momentàniament l'avanç alemany, ben aviat van ser capturades. La resta de la rereguarda, principalment formada per francesos, es rendí el 3 de juliol de 1940. L'endemà, la BBC informà que el Major-General Harold Alexander, comandant de la rereguarda, ha inspeccionat les platges de Dunkerque des d'una llanxa motora aquest matí per assegurar-se que ningú no quedés al darrere abans que el darrer vaixell es dirigís de retorn a Gran Bretanya.
| Data          | Nombre de rescatats |
| ------------- | ------------------- |
| 27 de maig    | 7,669               |
| 28 de maig    | 17,804              |
| 29 de maig    | 47,310              |
| 30–31 de maig | 120,927             |
| 1 de juny     | 64,229              |
| 2–4 de juny   | més de 54,000       |

### Vaixells petits

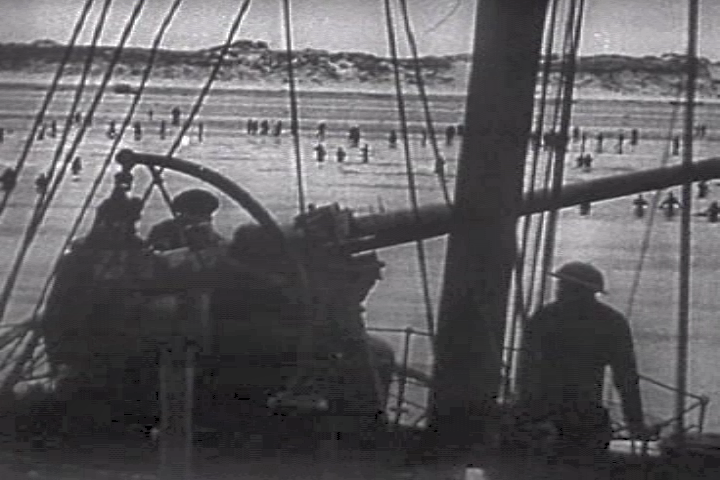
Canonera de la Royal Navy cobrint les tropes en retirada a Dunkerque

La major part dels «vaixells petits» eren vaixells privats de pesca i embarcacions de plaer, tot i que també participaren vaixells comercials, alguns venint de llocs tan llunyans com l'illa de Man o Glasgow. Guiats per llanxes navals pel canal de la Mànega, des de l'estuari del Tàmesi i Dover, aquests vaixells petits podien moure's molt més a prop de les platges, i actuaren com a transportadors entre la costa i els destructors, rescatant soldats de l'aigua, alguns dels quals havien estat amb aigua fins al pit durant hores mentre que esperaven per embarcar-se.
Milers de soldats van embarcar-se en els vaixells petits per tornar a Anglaterra. El Sundowner, propietat de Charles Lightoller, antic segon oficial del Titanic, va ser requisat per l'Almirallat el 30 de maig de 1940. Lightoller insistí que serien ell i el seu fill gran, Roger, qui portarien el vaixell fins a Dunkerque. Allà van embarcar 130 soldats de tornada fins a Ramsgate, tot i que van viatjar com a sardines. Un altre vaixell, el Bluebird of Chelsea, un vaixell patronat per Sir Malcolm Campbell, posseïdor del rècord de velocitat, va fer dos viatges fins a Kent, transportant a centenars d'homes.
El terme esperit de Dunkerque ("Dunkirk spirit") encara es manté com a creença de la solidaritat del poble britànic en l'adversitat.

## Pèrdues

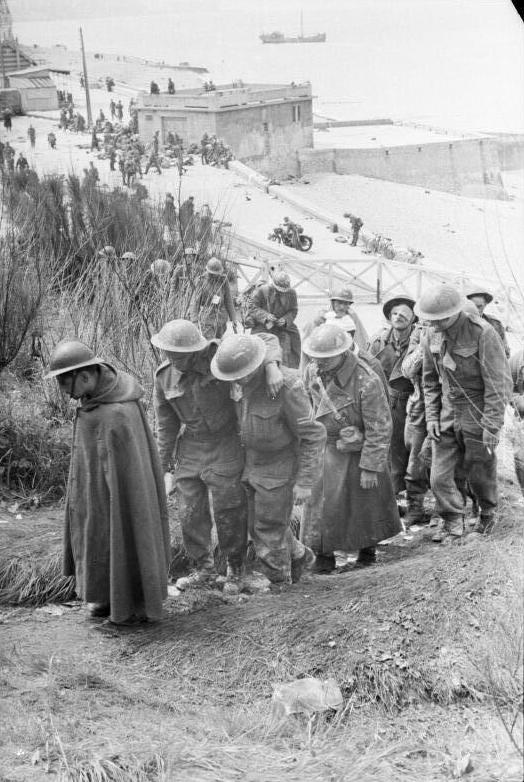
Presoners britànics i francesos a Veules-les-Roses, juny de 1940

Malgrat l'èxit de l'operació, tot l'equipament pesant i els vehicles van haver de ser abandonats, i milers de soldats francesos van ser fets presoners a la bossa de Dunkerque. Sis destructors britànics i tres de francesos van ser enfonsats, a més de 9 grans vaixells més. 19 destructors més van resultar danyats; i uns 200 vaixells aliats de tota mena van ser enfonsats, i un nombre similars danyats. Winston Churchill afirmà a les seves memòries que la Royal Air Force tingué un paper determinant protegint les tropes en retirada dels atacs de la Luftwaffe. Churchill també afirmà que la sorra de les platges esmorteí l'efecte de les explosions de les bombes alemanyes. La RAF va perdre 177 avions, comparats amb els 132 de la Luftwaffe. Però els homes de les platges no n'eren conscients d'això, ja que el temps estava massa boirós per poder veure'ls, i molts van acusar amb amargor a la RAF perquè no els havia ajudat. Els francesos també van perdre diversos vaixells que no feien res amb l'evacuació. Molts d'aquests vaixells francesos estaven ancorats a port, i per evitar que els alemanys els poguessin usar, la RAF va enviar els seus destructors per destruir-los.

### Principals vaixells perduts
Les pèrdues més significatives de la Royal Navy durant l'operació van ser 6 destructors
- HMS Grafton, enfonsat pel submarí U-62 el 29 de maig
- HMS Grenade, enfonsat per atacs aeris el 29 de maig
- HMS Wakeful, enfonsat per un torpede del Schnellboot S-30 el 29 de maig
- HMS Basilisk, HMS Havant, i HMS Keith, enfonsat per atacs aeris sobre les platges l'1 de juny

Mentre que la Marine nationale en va perdre 3:
- Bourrasque, minat a Nieuwpoort el 30 de maig
- Sirocco, enfonsat pels Schnellboot S-23 i S-26 el 31 de maig
- Le Foudroyant, enfonsat per atacs aeris sobre les platges l'1 de juny

## Després de la batalla

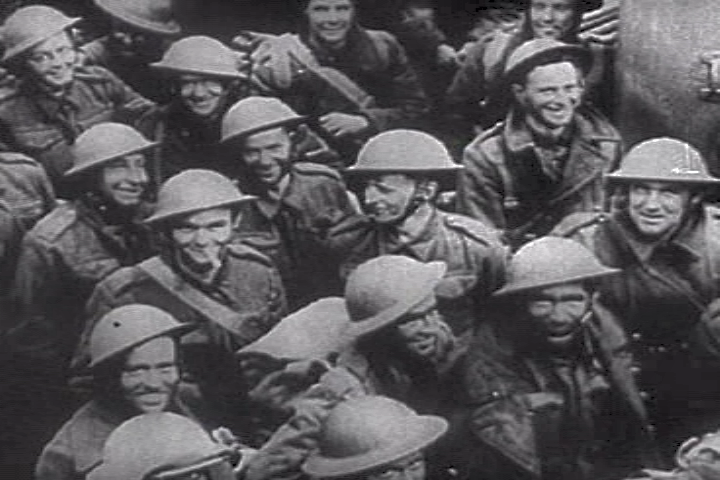
Tropes britàniques celebren haver estat rescatades a bord d'un vaixell

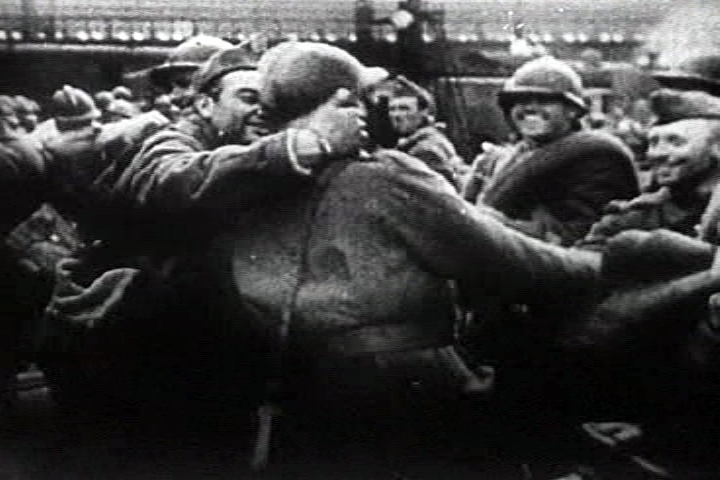
Tropes franceses rescatades de Dunkerque desembarquen a Anglaterra

Abans que es completés l'operació, el pronòstic havia estat pessimista, amb Winston Churchill avisant a la Cambra dels Comuns que les notícies serien dures. Així doncs, Churchill es referí a l'evacuació com a miraculosa, i la premsa britànica presentà l'evacuació com un Desastre convertit en un Triomf, motiu pel qual Churchill hagué de recordar a la nació, mitjançant un discurs als Comuns el 4 de juny, que hem de tenir molta cura en no assignar a aquest fet els atributs d'una victòria. Les guerres no es guanyen mitjançant evacuacions.
El rescat de les tropes britàniques a Dunkerque oferí una empenta psicològica a la moral britànica, acabant amb la possibilitat que el Regne Unit arribaria a termes de pau amb l'Alemanya de Hitler, perquè el país seguia mantenint la capacitat de defendre's contra una possible invasió alemanya. Gran part de les tropes britàniques rescatades van ser destinades a la defensa de Gran Bretanya. Un cop que l'amenaça de la invasió va remetre, aquestes tropes van ser transferides a ultramar, cap als teatres de l'Orient Mitjà i del Pacífic, a més de formar el nucli de l'exèrcit que tornaria a França el 1944. Molts alts comandants alemanys, com els generals von Manstein, Guderian o l'almirall Dönitz, posteriorment considerarien que un dels majors errors comesos pels alemanys al Front Occidental va ser no ordenar a temps l'assalt sobre Dunkerque per eliminar el Cos Expedicionari Britànic.
Els més de 100.000 soldats francesos evacuats van ser ràpida i eficientment enviats a campaments en diverses zones del sud-oest d'Anglaterra, abans de poder ser repatriats. Els vaixells britànics transportaren tropes a Brest, Cherbourg i a altres ports a Normandia i Bretanya, encara que només la meitat de les tropes evacuades que havien estat repatriades van tornar a ser desplegades contra els alemanys abans de l'armistici. Així doncs, per a molts soldats francesos l'evacuació de Dunkerque no va representar la salvació, sinó que només va ser un ajornament abans de ser fets presoners de guerra pels alemanys.
A França, el fet que la Royal Navy tingués preferència per evacuar les tropes britàniques a costa de les franceses causà certs ressentiments. L'almirall Darlan havia ordenat en un inici que les tropes britàniques havien de tenir preferència, però Churchill, en una trobada a París el 31 de maig, ordenà que l'evacuació havia de procedir en termes d'igualtat, i que els britànics formarien la rereguarda. Alguns centenars de francesos es rendiren, però el 4 de juny, 26.175 francesos van ser portats a Gran Bretanya.
Per cada 7 soldats que van aconseguir escapar de Dunkerque, un va ser fet presoner. La majoria d'aquests presoners van ser enviats en marxes forçades a camps de presoners a Alemanya. Els presoners reberen un tractament brutal per part dels seus guàrdies, incloent cops, fam i assassinats. Molts van haver d'anar fins a la ciutat de Trèveris, en una marxa de 20 dies. D'altres anaren fins al riu Escalda, i d'allà al Ruhr; i d'allà, en tren fins als camps a Alemanya. La majoria d'ells van treballar en la indústria i l'agricultura alemanyes durant 5 anys.
La pèrdua de l'equipament militar abandonat a Dunkerque va fer que la dependència financera britànica respecte als Estats Units fos total.
La bandera de la Creu de Sant Jordi amb les armes de la ciutat de Dunkerke carregades al centre, coneguda com el Penó de Dunkerque (Dunkirk jack), és la pròpia de l'Association of Dunkirk Little Ships i només oneja a la proa dels vaixells civils britànics que participaren en l'operació de rescat de 1940. També la poden dur els vaixells en què hi ha un Almirall de la Flota a bord.